# Hohenbuehelia heterosporica
Hohenbuehelia heterosporica är en svampart som beskrevs av Donoso 1981. Hohenbuehelia heterosporica ingår i släktet Hohenbuehelia och familjen musslingar.   Inga underarter finns listade i Catalogue of Life.